# Jānis Vilsons
Jānis Vilsons (født 10. januar 1944 i Beja, Alūksnes distrikt, død 18. januar 2018) var en lettisk håndboldspiller, som deltog for Sovjetunionen under Sommer-OL 1972. Han spillede tre kampe under OL på holdet, der opnåede en femteplads i turneringen.